# Lelaps callisto
Lelaps callisto är en stekelart som beskrevs av Marshall 1892. Lelaps callisto ingår i släktet Lelaps och familjen puppglanssteklar. Inga underarter finns listade i Catalogue of Life.